# Wojciechowice (gemeente)
De gemeente Wojciechowice is een landgemeente in het Poolse woiwodschap Święty Krzyż, in powiat Opatowski.
De zetel van de gemeente is in Wojciechowice.
Op 30 juni 2004 telde de gemeente 4544 inwoners.

## Oppervlakte gegevens
In 2002 bedroeg de totale oppervlakte van gemeente Wojciechowice 86,37 km², waarvan:
- agrarisch gebied: 93%
- bossen: 2%

De gemeente beslaat 9,48% van de totale oppervlakte van de powiat.

## Demografie
Stand op 30 juni 2004:
| Omschrijving                   | Totaal | Totaal | Vrouwen | Vrouwen | Mannen | Mannen |
| ------------------------------ | ------ | ------ | ------- | ------- | ------ | ------ |
| eenheid                        | aantal | %      | aantal  | %       | aantal | %      |
| inwoners                       | 4544   | 100    | 2279    | 50,2    | 2265   | 49,8   |
| bevolkingsdichtheid (inw./km²) | 52,6   | 52,6   | 26,4    | 26,4    | 26,2   | 26,2   |

In 2002 bedroeg het gemiddelde inkomen per inwoner 1179,38 zł.

## Aangrenzende gemeenten
Ćmielów, Lipnik, Opatów, Ożarów, Wilczyce